# Warren Moore
Warren „Pete” Moore (ur. 19 listopada 1939 w Detroit, zm. 19 listopada 2017 w Las Vegas) – amerykański piosenkarz.

## Życiorys
Pochodził z Detroit. W dzieciństwie poznał Smokeya Robinsona z którym w 1955 założył Five Chimes and the Matadors, przekształcony następnie w The Miracles. Wraz z zespołem należał do pierwszych artystów wytwórni Motown Records odkrytych przez producenta Berry’ego Gordy’ego. Moore był zarówno wokalistą jak i autorem szeregu przebojów The Miracles w tym The Tracks of My Tears, Ooo Baby Baby, My Girl Has Gone oraz Love Machine. Był także współautorem przebojów innych artystów, w tym Marvina Gaye'a oraz zespołu The Temptations. Z The Miracles związany był do rozpadu grupy w 1978. W 2012 został wraz z zespołem włączony do  
Rock and Roll Hall of Fame.